# Zorita de la Frontera
Zorita de la Frontera ist ein westspanischer Ort und eine Gemeinde (municipio) mit nur noch 152 Einwohnern (Stand: 2024) im Osten der Provinz Salamanca in der Region Kastilien und León. Neben dem Hauptort Zorita de la Frontera gehört auch die Wüstung Aldehuela de las Flores zur Gemeinde.

## Lage und Klima
Der ca. 830 m hoch gelegene Ort Zorita de la Frontera liegt im Süden der altkastilischen Hochebene (meseta). Die Großstadt Salamanca ist ca. 37 km in westsüdwestlicher Richtung entfernt. Das Klima im Winter ist durchaus kühl; die geringen Niederschlagsmengen (ca. 411 mm/Jahr) fallen – mit Ausnahme der nahezu regenlosen Sommermonate – verteilt übers ganze Jahr.

## Bevölkerungsentwicklung
| Jahr      | 1970 | 1981 | 1991 | 2001 | 2011 | 2021 |
| Einwohner | 572  | 388  | 301  | 274  | 216  | 170  |

Der deutliche Bevölkerungsrückgang ist im Wesentlichen auf die Mechanisierung der Landwirtschaft und die Aufgabe bäuerlicher Kleinbetriebe zurückzuführen (Landflucht).

## Wirtschaft
Das wirtschaftliche Leben der Landgemeinde war jahrhundertelang in hohem Maße agrarisch geprägt – früher wurde im Umland Getreide zur Selbstversorgung ausgesät; Gemüse stammte aus den Hausgärten und auch Viehzucht wurde betrieben. Auch heute noch spielt die Landwirtschaft die dominierende Rolle im Wirtschaftsleben der Gemeinde.

## Sehenswürdigkeiten
- Michaeliskirche (Iglesia den San Miguel Arcángel)

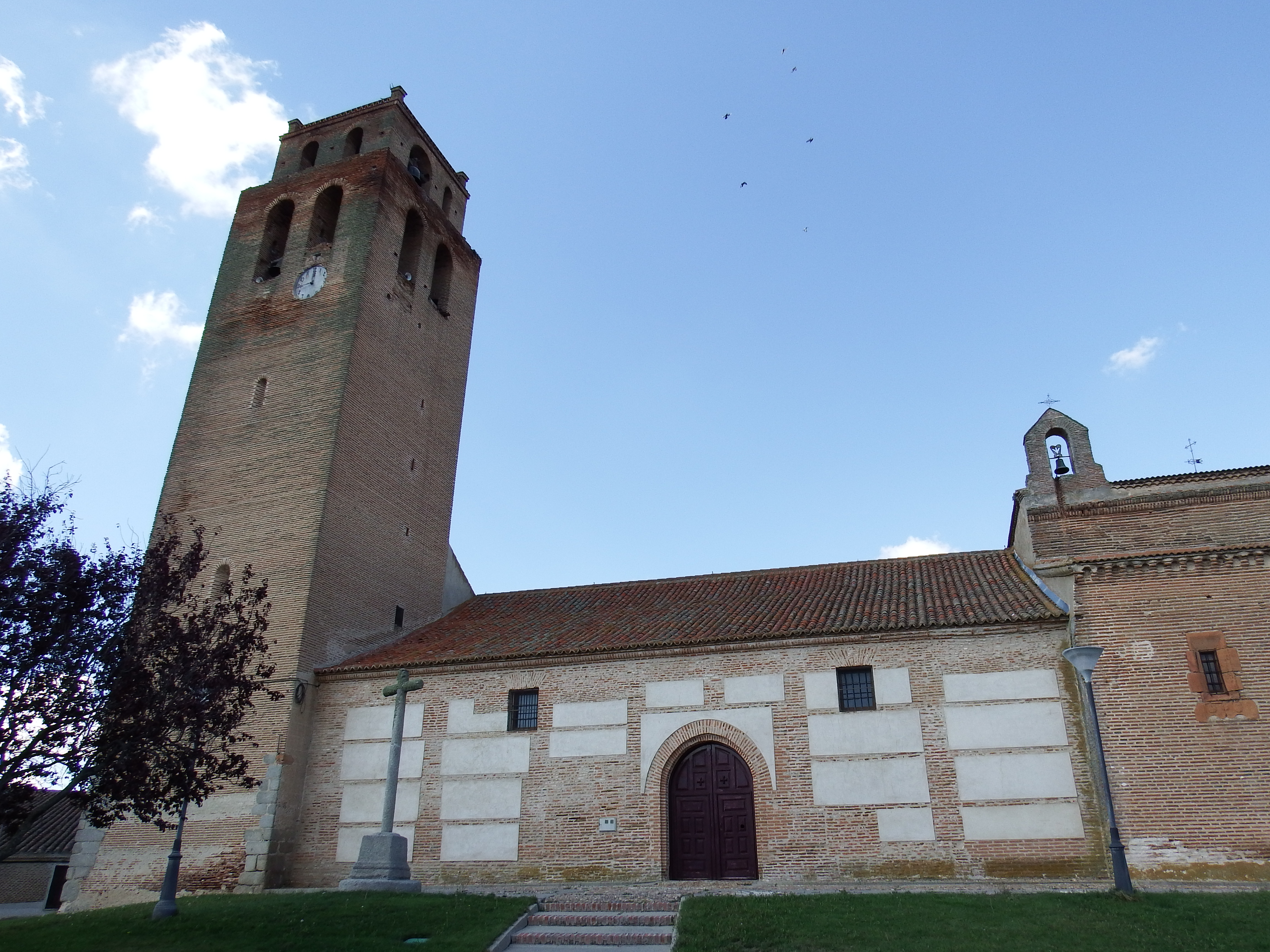
Michaeliskirche
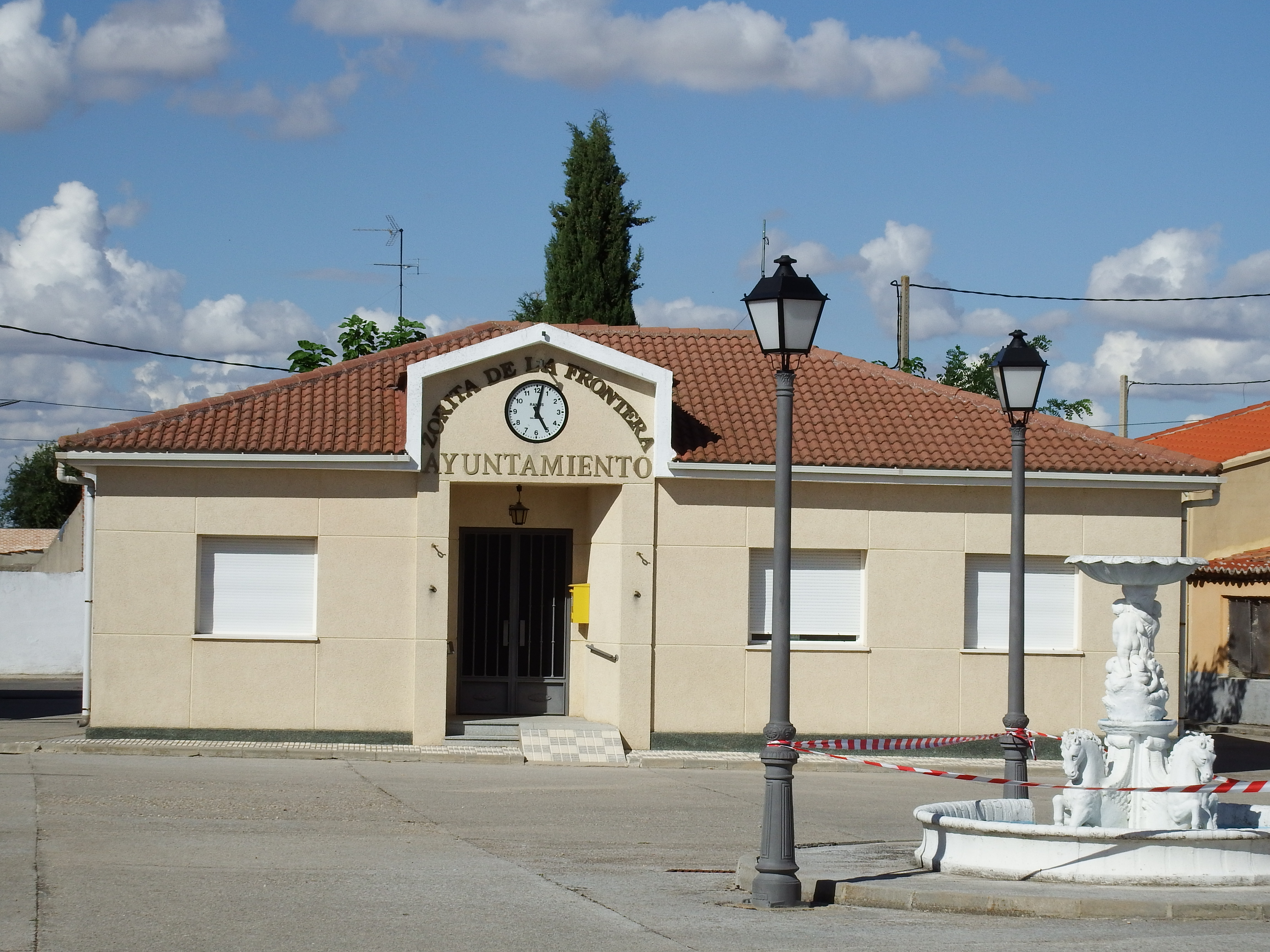
Rathaus